# ディノ・チアーニ

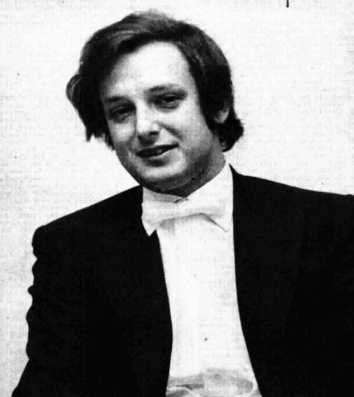
ディノ・チアーニ

ディノ・チアーニまたはディーノ・チアーニ（Dino Ciani, 1941年6月16日 - 1974年3月28日）はイタリアのピアニスト。
フィウメ（現・クロアチア領リエカ）出身。ジェノヴァでマルタ・デル・ヴェッキオにピアノを師事。その後ローマの音楽学校に学んでアルフレッド・コルトーの上級クラスに進み、コルトーから不世出の奇才と認められた。1961年にブダペストのリスト＝バルトーク・コンクールで準優勝に輝く。
レパートリーは、ベートーヴェンとウェーバーのピアノ・ソナタ全曲とブラームスの協奏曲、シューベルト、シューマン、ショパン、ドビュッシー、バルトークの作品である。わけても、ドイツ・グラモフォンに残したドビュッシーの前奏曲集は賞讃された。32歳で交通事故によって死去。
情熱的な表現と光り輝く美音、ニュアンスと情感に富んだ歌によって名高い。熱心なファンによる、「チアーニが健在であったならマウリツィオ・ポリーニの現在の地位は危うかったであろう」との声もある。